# وجيهي هوركوش
وجيهي هوركوش (يناير 1896 م ، إسطنبول - 16 يوليو 1969 م)، طيار ومهندس ورجل أعمال تركي. من أهم الشخصيات في تاريخ الطيران التركي، وأول مصمم ومصنّع للطائرات في تركيا، ومنتج لأول طائرة تركية محلية.

## حياته

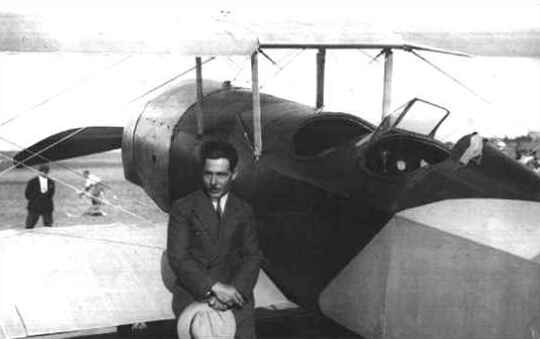
الطيار وجيهي بجانب طائرته

ولد في 6 يناير 1896م في إسطنبول، شارك في الحرب العالمية الأولى وبعد إصابته، عاد إلى إسطنبول ودخل مدرسة الطائرات في يشيل كوي وتخرج منها طياراً.
خلال الحرب العالمية الأولى، حصل على رخصة الطيران من كتيبة الطائرات السابعة، وقام (وجيهي)، الذي شارك في العملية ضد الروس برحلات استطلاعية وقصف ناجحة، وخلال إحدى العمليات أسقط طائرة روسية في معركة جوية.
وجيهي هو أول قائد طائرة تركي يسقط طائرة. في وقت لاحق، وقع السيد وجيهي أسيرا للروس، لكنه نجح في السباحة من جزيرة نارجين في الجزء الأذربيجاني من بحر قزوين، وتمكن من الفرار عبر إيران، وعاد إلى البلاد في أوائل صيف عام 1918م، والتحق بالسرية التاسعة للطيران الحربي في يشيلكوى.
لم يكتمل مشروع السيد وجيهي الذي باشره خلال فترة عمله في السرية بعد توقيع اتفاقية هدنة موندروس والذي كان عبارة عن تصميم لطائرة مقاتلة. قام السيد وجيهي، الذي شارك في حرب الاستقلال التركية، برحلات استطلاع ودعم ناجحة للغاية خاصة خلال معركة إينونو الأولى و صقاريا، كما أسقط طائرة يونانية. وقد كان الطيار الذي قام بأول وآخر رحلة في حرب الاستقلال وأصبح أول من يدخل ويستعيد المجال الجوي (Gaziemir - Seydiköy) في إزمير.
حصل السيد وجيهي على ميدالية الاستقلال ذات الشريط الأحمر، كما كان الشخص الوحيد الذي يحصل على ثلاث شهادات تقدير من مجلس الأمة التركي الكبير.
بعد الحرب، بدأ بتدريب الطيارين الجدد في إزمير. تم تكليفه باستقلال طائرة ركاب هبطت في أدرنة عن طريق الخطأ. وعندما سميت الطائرة بـ "VECİHİ" مقابل خدمته، جاءته أفكار بإنشاء طائرة. وتواصل مشروع بناء الطائرات في مدرسة إزمير الجوية - والتي تعرف اليوم بقيادة مدارس Gaziemir الجوية الفنية. في عام 1923، قام بإنتاج أول طائرة تركية مستخدمًا محركات تم اغتنامها من اليونانيين، في 28 يناير 1925م، أقلع بطائرته المسماة " VECİHİ K-VI "، ولكن بدلاً من مكافأته، كان في انتظاره عقوبة وكان السبب في معاقبة السيد وجيهي بدلا من تكريمه هو أنه لم يكن هناك من يفهم الطيران. ولأنه لم يكن لديه سلطة السماح بذلك، فقد أقلع بها دون إذن، وبالتالي عوقب.
في وقت لاحق، ترك الطيران العسكري وواصل تصميم وبناء الطائرات. وجيهي هوركوش الذي كرس حياته للطيران كان من أهم الشخصيات البارزة في تاريخ الطيران التركي.
استأجر متجرًا للأخشاب في كاديكوي في عام 1930م، وفي غضون 3 أشهر صنع أول طائرة مدنية تركية، في الواقع كانت طائرته الثانية (VECİHİ XIV)، حلّق بأول رحلة له في 27 سبتمبر 1930 في Fikirtepe Kadıköy، أمام حشد كبير من الصحافة بعد هذه الرحلة، سافر مستقلاً VECİHİ XIV إلى Yeşilköy أولاً ثم إلى أنقرة. تقدم بطلب إلى وزارة الاقتصاد التركية للحصول على شهادة الصلاحية للطيران وتلقى الجواب في 14 أكتوبر 1930، «بما أنه لا يوجد أحد لتحديد المؤهلات الفنية للطائرة، فلن يمنح الوثيقة المطلوبة»، ونتيجة للمحاولات التي قام بها لدى الوزارة والتي باءت بالفشل، حصل هوركوش على إذن بتفكيك الطائرة وإرسالها إلى تشيكوسلوفاكيا في العربة التي استأجرها من السكك الحديدية من أجل الحصول على الوثيقة المطلوبة، عندما وصل هوركوش إلى براغ في 6 ديسمبر 1930، لم تكن قد وصلت الطائرة بعد. تمت ترجمة الوثائق الرسمية مثل التقرير الثابت للطائرة إلى اللغة التشيكية لأول مرة، وعند وصول الطائرة أعيد تجميعها وطُلب من الطائرة التحليق بعد إجراء جميع أنواع الفحوصات الفنية، واكتمل التحكم في الطائرة بشكل يضمن تماشيها مع أنواع الطائرات الأخرى.
تم تكريم هوركوش بلافتة كتب عليها «عاشت الطائرة التركية» في الزاوية المركزية في حفل أقامته السلطات التشيكوسلوفاكية في 23 أبريل 1931 في كازينو قريب، وحصل على تصريح طيران. خرج في 25 أبريل 1931 من تشيكوسلوفاكيا ليعود إلى تركيا في 5 مايو 1931.
قامت TTAC (اتحاد الطائرات التركية) في عام 1931 بجولة لصالح وجيهي هوركوش.
الجولة الأولى (02.09.1931): أنقرة، كيزيلجاهامام، جيريد، بولو، إيرغلي، زونغولداك، سيد، سينوب، سامسون، طرابزون، ريزي، جوموشان، بايبورت، سوشهري، زارا، حفيك، سيفاس، شاركيشلا، أكداغونمادن يوزغات، سونغورلو، كاليجيك، أنقرة.
الجولة الثانية (09.11.1931): أنقرة، جولباشي، باغلا، شيرفليكوج حصار، أكساراي، قونية، بيشهر، سيدي شهير، ألانيا، مانافجات، أنطاليا، فتحية، كويجيز، موغلا، جوكتيبي، القلعة، تافاس، كاراكيزلي، بابادي، تشيفريل، كاراهاللى، اولوبى، اوشاك، كوتاهيى، اسكى شهير، تشوكورحصار، ايناونو، بوزويوك، كاراكوى، سووت جافيى، ادا بازار، ازميت، إسطنبول.
في عام 1932، افتتح أول مدرسة طيران مدني تركية باسم مدرسة الطيران المدنى. قام بتدريب 12 طيارًا بمساعدة Bedriye Gökmen أول طيَّارة تركية. أنتجت أول طائرة مدنية باسم VECİHİ XIV في كالامش- قاضى كوى في إسطنبول، وأول طائره للتدريب والرياضة XV Vecihi، وSK-X أول مزلقه بحرية تعمل بمحرك طائرات من نوع مرسيدس بقوة 160 حصانًا.أعطى نوري دميراغ 5000 ليرة تركية لبناء طائرة، لذلك في عام 1933 صنع وجيهي هوركوش VECİHİ XVI وهي طائرة بوينج وسميت ب nuri bey.
قامت بعض المؤسسات أثناء قيام السيد وجيهي بالتدريب في ظروف صعبة بإعلاناتها مثل Turkey Business Bank وإدارة TEKEL، كما قامت بعض المنظمات الوطنية بالمساعدة أيضا.
في عام 1937، أرسلت جمعية الملاحة الجوية التركية هوركوش إلى كلية الهندسة في ألمانيا لدراسة الهندسة. فيجيهي هوركوش، الذي عاد إلى بلاده بعد تخرجه في عام 1939، لم يُمنح رخصة مهندس طائرات منذ عامين بسبب استحالة أن يكون مهندسًا.
أسس شركة Hürkuş Airlines، أول شركة طيران مدنية، في عام 1954، ولكن؛ تم منع الشركة من الطيران بسبب الحوادث والاختطاف والتخريب.
توفي فيجيهي هوركوش، أحد أكثر الأشخاص إنتاجية وريادة الأعمال في تاريخ الطيران التركي، في مستشفى الأكاديمية الطبية العسكرية جولهانه، في أنقرة في 16 يوليو 1969. 
- فيجيهي هوركوش، في الهواء، 1915-1925، إسطنبول، مكتبة كانات، 1942.
- وجيهي هوركوش، مذكرات تايواني[3] الحياة، إسطنبول، YKY، 2000 ISBN 978-975-08-0219-5[3]
- محمد كوربوز جورر، فيشيهي هوركوش «رجل السماء الشجاع»، إسطنبول، 2001.
- باهاتين أديغوزيل، أثر في الطيران التركي، أنقرة، 2001.
- وجيهي، في الهواء، 1915-1925، ISBN 978-605-5816-00-1 إسطنبول 2008، جمعية متحف Tayyareci Vecihi Hürkuş، المنشور رقم: 1،
- محمد جوربوز جورر، فيشيهي هوركوش «رجل لا يعرف الخوف من السماء» ISBN 978-605-5816-01-8، إسطنبول، 2008 2. نشر جمعية متحف Tayyareci Vecihi Hürkuş رقم: 2
- Sunay Akın-Moon Thief (Vecihi Hürkuş)
- إسماعيل يافوز، «طائرات مصطفى كمال» ISBN 978-605-360-901-8، إسطنبول، 2013.

## هوركوش اليوم
- كان اسم Hürkuş لمطار إسطنبول في المنطقة الشمالية الغربية من إسطنبول قيد المناقشة.
- في الفيلم الكوميدي عام 1977 غولن غوزلر من إخراج إرتيم إيلمز، يُزعم أن الطيار فيشيهي، الذي لعبه شينر شين، كان مستوحى من هوركوش.
- تم تسمية طائرة تدريب أساسية محلية تابعة لشركة TAI Hürkuş التركية.
- في بداية الحلقة الثالثة عشر من المسلسل التلفزيوني Kardeş Payı، الذي لعب فيه أحمد كورال ومورات جمسير وسيدا باكان الأدوار الرئيسية، تم تلخيص حياة هوركوش بطريقة الرسوم المتحركة.
- في فيلم Hürkuş: بطل في السماء، بطولة Hilmicem İntepe وجيزام كراجا وقول عمر فيسيهي هوركوس، وقد صدر في السينما في 2018.
- نسخة محفوظة 2007-10-15 على موقع واي باك مشين. السيرة الذاتية نسخة محفوظة 2007-10-15 على موقع واي باك مشين. نسخة محفوظة 2007-10-15 على موقع واي باك مشين. (بالإنجليزية)
- نسخة محفوظة 2008-07-23 على موقع واي باك مشين. ذكريات حرب الاستقلال نسخة محفوظة 2008-07-23 على موقع واي باك مشين. نسخة محفوظة 2008-07-23 على موقع واي باك مشين. (بالتركية)
- جمعية متحف Tayyareci Vecihi Hürkuş نسخة محفوظة 2020-08-17 على موقع واي باك مشين.
- تم Hürkuş نسخة محفوظة 2018-10-20 على موقع واي باك مشين. نسخة محفوظة 2018-10-20 على موقع واي باك مشين.
- نسخة محفوظة 2005-11-25 على موقع واي باك مشين. TAI نسخة محفوظة 2005-11-25 على موقع واي باك مشين. نسخة محفوظة 2005-11-25 على موقع واي باك مشين.
- صور حول وجيهي [وصلة مكسورة]
- هل تعرف وجيهي هوركوش؟ نسخة محفوظة 2014-07-14 على موقع واي باك مشين. نسخة محفوظة 2014-07-14 على موقع واي باك مشين.